# Gradišče pri Raki
Gradišče pri Raki – wieś w Słowenii, w gminie Krško. W 2018 roku liczyła 4 mieszkańców.